# 임종수
임종수(1942년 4월 2일 ~ )는 대한민국의 작곡가이다.

## 생애
임종수는 1942년 전북 순창에서 태어나 초등학교를 마치고 이리 (현 익산)로 이사를 간 뒤 남성 중,고등학교를 졸업하며 본격적으로 활동에 나섰다. 그는 처음에 가수의 꿈을 가지고 있었으며 1967년 당시 작곡가 나화랑으로부터 <호반의 등불>이라는 곡을 받아 가수로 데뷔하게 되었다. 데뷔 이후 방송국 전속가수로 활동하였지만 미 8군 부대에서 유행하던 팝송이 유행하던 시절이라 자신은 창법에 맞지 않는다고 판단하여 가수를 그만두게 되었다. 결국 자신을 데뷔시켜 준 나화랑의 추천으로 작곡가로 되기를 결심하였다. 1970년에 임종수는 오아시스레코드사에 찾아가 당대 최고의 가수 나훈아를 찾아가 자신이 작곡한 <차창에 어린 모습>이라는 곡을 들려주었고 그에 나훈아는 흔쾌히 승락하여 방송에 전파를 타는데 성공하였다. 하지만 가사에 무정이 들어 갔다는 이유로 방송불가판정을 받았다. 1972년, 그는 나훈아를 만났는데 나훈아가 말하길 "<차창에 어린 모습>이 멜로디는 좋은데 가사가 아닙니다. 어차피 방송에 나가지 못할테니 가사를 새로 바꾸고 리듬도 고고리듬으로 편곡해서 다시 취입합시다." 라고 제안을 해서 그전에 같이 작업한 정통 트로트 곡인 <차창에 어린 모습>을 고고리듬으로 편곡하고 가사를 새로 다시 개사를 해서 <고향역>이란 제목으로 나훈아가 불렀는데 발표 당시에는 반응이 없었으나 방송국 PD 에게 설문조사를 해서 나훈아의 뭍혀잇는 노래 중에서 괜찮은 노래 TOP 10를 선정했는데 그중에 <고향역>이 1위로 선정이 돼서 그곡을 타이틀로 앨범을 재발표했는데  그때 곡이 히트하면서 유명 작곡가 반열에 올랐다. 이로써 임종수는 나훈아의 측근이 되었다. 1976년에 자신의 아내의 생활상을 반영한 <아내에게 바치는 노래>를 작곡, 최고의 전성기를 누렸다. 그 이후에도 전국노래자랑 을 1990년부터 15년 동안 심사위원을 했었고 꾸준히 작품활동을 했고 1991년에 <무정>이라는 제목의 노래를 타이틀로 한 앨범을 내서 가수 활동을 하기도 했다고 합니다. (딱 한번) 지금 현재 한국의 대표적인 작곡가이며 히트곡메이커로 자리잡았으며 충청대학 초빙교수로 활동중이다.

## 경력
충청대학 초빙교수 (2010 ~)
전국노래자랑 심사위원 (1980 ~ 1993)

## 대표곡
- 1972년 나훈아 《고향역》
- 1976년 하수영 《아내에게 바치는 노래》
- 1981년 나훈아 《대동강 편지》
- 1989년 태진아 《옥경이》(원제:고향여자)
- 1991년 박윤경 《부초》
- 1992년 인순이 《착한 여자》(원곡:남진)
- 1997년 조항조 《남자라는 이유로》(원작:미워도 미워말아요(1987)/작사:나훈아/원곡:최진희)
- 2002년 남진 《모르리》, 최진희 《가져가》(원작:기억(1983)/작사:임종수/원곡:유갑순)
- 2004년 한서경 《당신께 넘어갔나봐》
- 2005년 최진희 《여정》(원작;미워도 내사랑(1978)/원곡:노두옥(1978년 솔로 데뷔/1981년 혼성듀엣 작은새 활동/뮤지컬 배우, 의상 디자이너 활동)
- 2006년 문희옥 《사랑이 남아 있을 때》, 이창용 (가수) 《사랑해 말도 못하는》
- 2008년 장윤정 《애가 타》
- 2009년 서주경 《벤치》
- 2010년 남진 《사랑하며 살테요》